# Südamerikanische Jugendspiele 2022/Beachhandball/Junioren
Das Turnier der Junioren im Beachhandball im Rahmen der Südamerikanischen Jugendspielen 2022 fand vom 5. bis 8. Mai 2022 für männliche Nachwuchs-Nationalmannschaften der Altersklasse U18 im argentinischen Rosario statt.

## Hintergründe und Verlauf
Am Turnier nahmen sieben der bislang neun in Südamerika als Beachhandball-Nationen hervorgetretenen Verbände teil, nicht am Start waren Chile und Uruguay. Uruguay, das immerhin mit einer Mädchenmannschaft beim Turnier der Juniorinnen am Start war und dort die Bronzemedaille gewann, gehört eigentlich zu den besonders erfolgreichen Ländern in dieser Sportart in Südamerika. Das Turnier wurde von den argentinischen Gastgebern dominiert. Die Heimmannschaft konnte alle ihre sechs Spiele gewinnen und das erste Mal in seiner Geschichte die Nachwuchsmannschaft des Dauerkonkurrenten um die Vorherrschaft in Südamerika, Brasilien, am Titelgewinn hindern. Bei allen beiden  bislang ausgetragenen regionalen Meisterschaften für männliche Beachhandball-Nachwuchsnationalmannschaftenden, den Pan-Amerikameisterschaften 2017 sowie den Süd- und Mittelamerikanmeisterschaften 2022 mehrere Monate zuvor, schlug Brasilien Argentinien im Finale. Damit gewann Argentinien sowohl bei den Jungen als auch den Mädchen den Titel.
Für die Kader der Mannschaften siehe Südamerikanische Jugendspiele 2022/Beachhandball/Junioren/Kader. Für das Jungenturnier siehe Südamerikanische Jugendspiele 2022/Beachhandball/Juniorinnen.

## Gruppenphase

### Gruppe A
| Rang | Team      | Spiele | Spiele | Spiele | Sätze | Sätze | Sätze | Tore  | Tore | Punkte |
| Rang | Team      | Sp     | S      | N      | G     | V     | +-    | T     | +-   | Punkte |
| ---- | --------- | ------ | ------ | ------ | ----- | ----- | ----- | ----- | ---- | ------ |
| 1    | Brasilien | 2      | 2      | 0      | 4     | 0     | +4    | 71:34 | +37  | 4      |
| 2    | Venezuela | 2      | 1      | 1      | 2     | 2     | ±0    | 55:59 | -4   | 2      |
| 3    | Kolumbien | 2      | 0      | 2      | 0     | 4     | -4    | 38:71 | -33  | 0      |

| 5. Mai, 11:00 Uhr  | Brasilien | – | Kolumbien | 2:0 (19:4, 20:12) |
| 6. Mai, 11:00 Uhr  | Kolumbien | – | Venezuela | 0:2 (6:16, 14:23) |
| 6. Juli, 16:00 Uhr | Brasilien | – | Venezuela | 2:0 (20:10, 12:8) |

### Gruppe B
| Rang | Team        | Spiele | Spiele | Spiele | Sätze | Sätze | Sätze | Tore   | Tore | Punkte |
| Rang | Team        | Sp     | S      | N      | G     | V     | +-    | T      | +-   | Punkte |
| ---- | ----------- | ------ | ------ | ------ | ----- | ----- | ----- | ------ | ---- | ------ |
| 1    | Argentinien | 3      | 3      | 0      | 6     | 0     | +6    | 123:62 | +61  | 6      |
| 2    | Paraguay    | 3      | 2      | 1      | 4     | 2     | +2    | 110:81 | +29  | 4      |
| 3    | Ecuador     | 3      | 1      | 2      | 2     | 5     | -3    | 86:118 | -32  | 2      |
| 4    | Peru        | 3      | 0      | 3      | 1     | 6     | -5    | 63:121 | -58  | 0      |

| 5. Mai, 10:00 Uhr  | Argentinien | – | Ecuador     | 2:0 (18:12, 26:10)     |
| 5. Mai, 10:00 Uhr  | Paraguay    | – | Peru        | 2:0 (17:16, 24:2)      |
| 5. Mai, 16:00 Uhr  | Peru        | – | Argentinien | 0:2 (10:20, 4:26)      |
| 5. Mai, 16:00 Uhr  | Ecuador     | – | Paraguay    | 0:2 (14:21, 16:22)     |
| 6. Juli, 10:00 Uhr | Argentinien | – | Paraguay    | 2:0 (18:12, 15:14)     |
| 6. Juli, 10:00 Uhr | Ecuador     | – | Peru        | 2:1 (12:22, 14:9, 8:0) |

## Platzierungsrunde
| Rang | Team      | Spiele | Spiele | Spiele | Sätze | Sätze | Sätze | Tore  | Tore | Punkte |
| Rang | Team      | Sp     | S      | N      | G     | V     | +-    | T     | +-   | Punkte |
| ---- | --------- | ------ | ------ | ------ | ----- | ----- | ----- | ----- | ---- | ------ |
| 1    | Ecuador   | 2      | 2      | 0      | 4     | 1     | +3    | 69:62 | +7   | 4      |
| 2    | Peru      | 2      | 1      | 1      | 2     | 3     | -1    | 58:57 | +1   | 2      |
| 3    | Kolumbien | 2      | 0      | 2      | 2     | 4     | -2    | 58:66 | -8   | 0      |

| 7. Mai, 10:00 Uhr  | Kolumbien | – | Ecuador | 1:2 (11:18, 12:13, 2:8) |
| 7. Mai, 16:00 Uhr  | Peru      | – | Ecuador | 0:2 (14:16, 15:16)      |
| 8. Juli, 09:00 Uhr | Kolumbien | – | Peru    | 1:2 (16:17, 15:12, 2:8) |

## Finalrunde
|  | Halbfinale        | Halbfinale        | Halbfinale        |    |             | Finale            | Finale            | Finale            |
|  |                   |                   |                   |    |             |                   |                   |                   |
|  | 7. Mai, 15:00 Uhr |                   |                   |    |             |                   |                   |                   |
|  | B2                | Argentinien       | 2                 |    |             |                   |                   |                   |
|  | A1                | Venezuela         | 1                 |    |             | 8. Mai, 12:00 Uhr | 8. Mai, 12:00 Uhr | 8. Mai, 12:00 Uhr |
|  |                   |                   |                   | H1 | Argentinien | 2                 |                   |                   |
|  | 7. Mai, 16:00 Uhr | 7. Mai, 16:00 Uhr | 7. Mai, 16:00 Uhr |    | H2          | Brasilien         | 1                 |                   |
|  | A2                | Brasilien         | 2                 |    |             |                   |                   |                   |
|  | B1                | Paraguay          | 0                 |    |             | Spiel um Platz 3  | Spiel um Platz 3  | Spiel um Platz 3  |
|  |                   |                   |                   |    |             | H1                | Paraguay          | 1                 |
|  | H2                | Venezuela         | 2                 |    |             |                   |                   |                   |
|  |                   |                   |                   |    |             | 8. Mai, 10:00 Uhr |                   |                   |

### Halbfinals
| 7. Mai, 15:00 Uhr | Argentinien | – | Venezuela | 2:1 (19:18, 16:17. 8:6) |
| 7. Mai, 16:00 Uhr | Brasilien   | – | Paraguay  | 2:0 (18:10, 22:11)      |

Spiel um Platz 3
| 8. Mai, 10:00 Uhr | Paraguay | – | Venezuela | 1:2 (14:20, 20:14, 10:11) |

### Finale
| 8. Mai, 12:00 Uhr | Argentinien | – | Brasilien | 2:1 (16:18, 16:8, 8:6) |

## Sieger
| Gold | Silber | Bronze |
| --- | --- | --- |
| ArgentinienFacundo Sanchez Burgardt (Abwehr) Giovanni Brunetta (Pivot) Facundo Dolce (Abwehr) Juan Gull (Abwehr) Joaquín Mauch (Flügel) Juan Manuel Ramirez (Tor) Ezequiel Rozitchner (Specialist) Valentín Zocco (Flügel) | BrasilienKaike Batista Machado Matheus Costa Morigi Ricardo Adriel Duarte de Oliveira Conceição João Antônio Evangelista Teixeira Vital João Matheus Freitas Felix Gustavo Morais Pereira Pedro Santana Raposo Kauã da Silva Calcanho | VenezuelaAlejandro David Aparicio Aguiar Julio Cesar Garcia Mujica Jesus Anibal Hernandez Suarez Samuel Antonio Pacheo Dorante Daniel Alejandro Peña Terán Jose Gregorio Slazar Gonzalez Carlos Abdiel Suarez Dorante Wilmer Rafael Toledo Rondón |

In Klammern: Spielposition